# Gertrusk

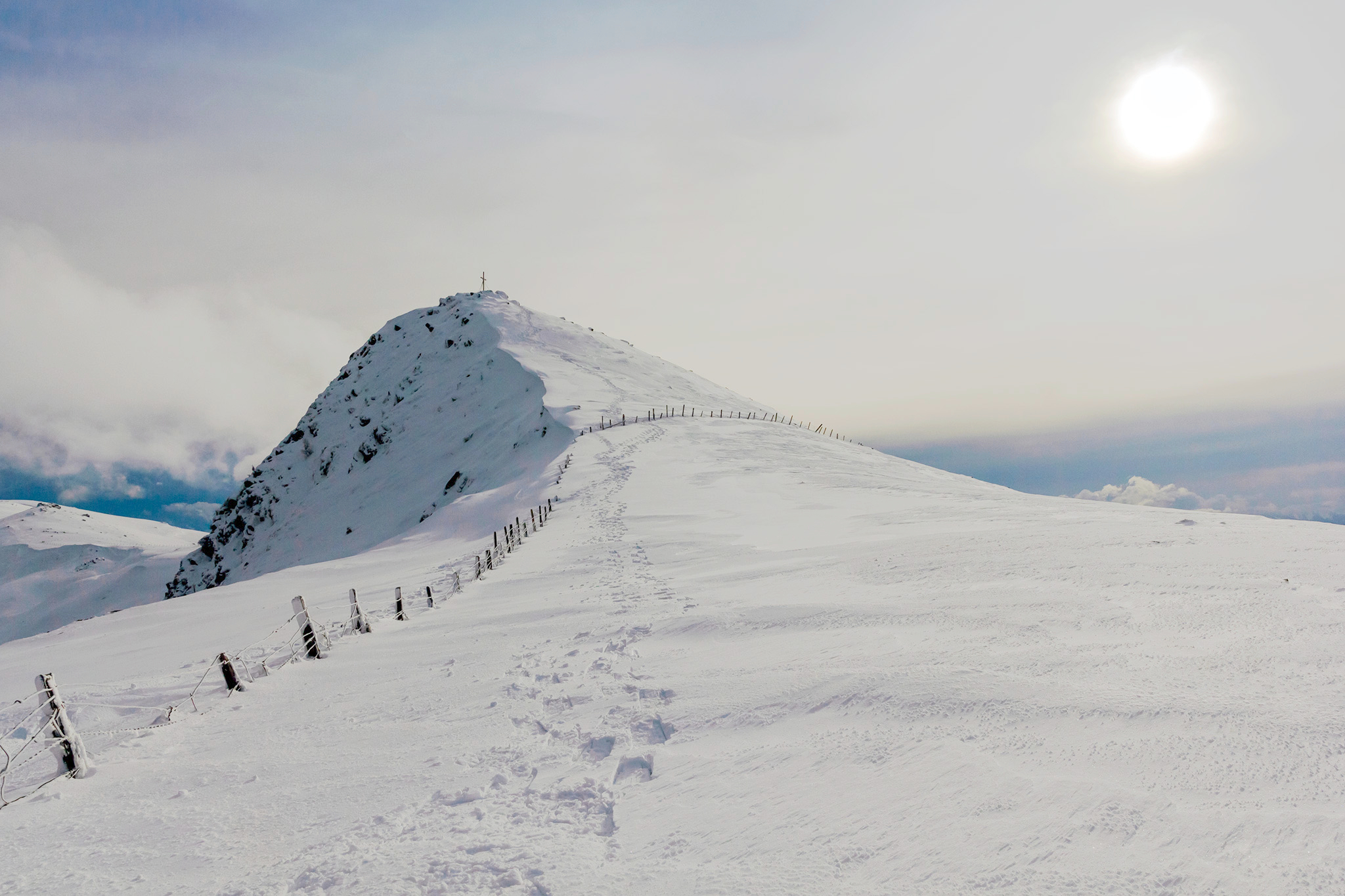
Gertrusk im Winter, von Norden aus gesehen

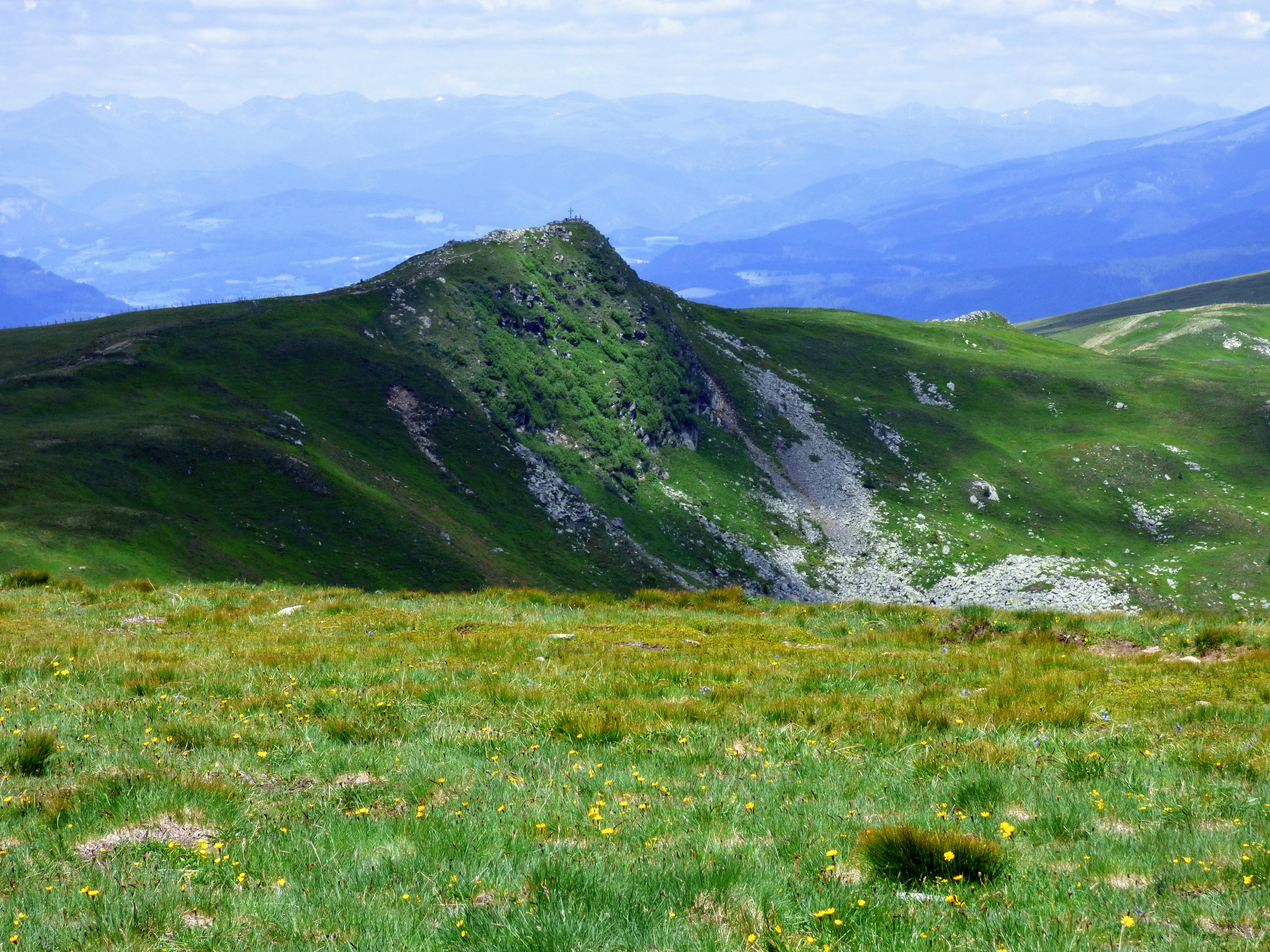
Gertrusk, von Süden aus gesehen

Der Gertrusk ist ein 2044 m ü. A. hoher Berg auf der Saualpe in Kärnten.

## Umgebung
Der markante Gipfel liegt an der Gemeindegrenze zwischen Wolfsberg im Osten und Klein Sankt Paul im Westen.
Rund 30 Gehminuten Richtung Süden liegt der Ladinger Spitz, der höchste Gipfel der Saualpe. Richtung Norden steht auf einem Sattel das Eiserne Kreuz, das 1906 von Erzherzog Franz Ferdinand und seiner Frau Sophie auf einer Höhe von 1958 m ü. A. errichtet worden ist. Der Thronanwärter kaufte das Schloss Lölling und hatte große Teile der Saualpe als Jagdgebiet gepachtet. Zwischen Gertrusk und Ladinger Spitz befinden sich auf 1935 m ü. A. die Meeraugen, zwei kleine runde Wasserflächen. Unter dem Gertrusk liegen große Felsbrocken und Geröll, wo Murmeltiere und Gämsen leben.

## Aufstieg
Der Gipfel ist in einer einfachen Wanderung zu erreichen. Von Norden oder Süden kann der Gipfel über den Wanderweg Nr. 08A bestiegen werden. Von der Ladinger Alm (1738 m ü. A.), die leicht mit dem Auto von Wolfsberg erreicht werden kann, führt ein Wanderweg auf den Gipfel. Auf der anderen Seite liegt die vom Görtschitztal aus mit dem Auto erreichbare Weißberger Hütte (1607 m ü. A.), von der man den Gipfel über einen Wanderweg erreichen kann. Im Winter ist der Berg ein Ziel von Skibergsteigern.